# Río Chicharra
El río Chicharra es un curso natural de agua que nace en las laderas ponientes del límite internacional de la Región de Coquimbo y fluye con dirección general noroeste hasta su confluencia con el río Totoral donde se origina el río Choapa.
Este cauce es llamado también río Leiva.: 286 

## Trayecto
El río Leiva o Chicharra nace al lado del Paso de la Quebrada Grande y tiene una longitud de 25 km.: 286 

## Historia
Luis Risopatrón lo describe en su Diccionario Jeográfico de Chile (1924):: 195 
Chicharra (Río de la). Recibe las aguas de las faldas W del cordón limitáneo con la Arjentina, corre hácia el W i se junta con el río Totoral para formar el Choapa; su cajón presenta algo de pasto, pero es escaso de leña, la que se encuentra en corta cantidad frente al cerro Negro.